# Grundeis

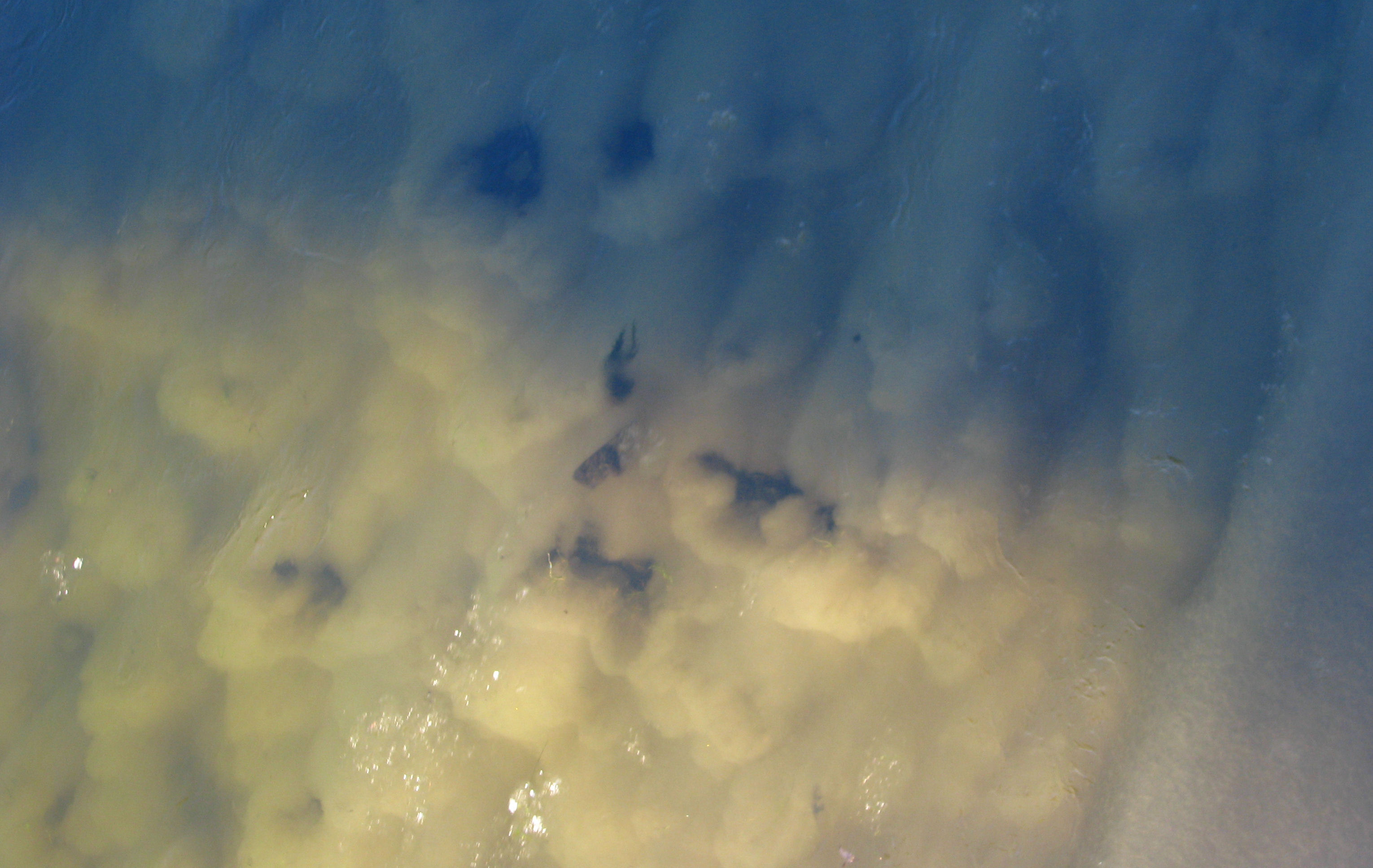
Grundeis in der Saale

Grundeis ist das sich auf dem Grund fließender Gewässer bildende Eis. Es wächst von der Gewässersohle aus in das Wasser hinein und bildet mitunter bizarre Unterwasser-Skulpturen.

## Entstehung
Grundeis tritt nur bei anhaltenden strengen Frostperioden und bestimmten Gewässern auf. Es bildet sich, wenn der Boden bei dauerhaftem Frost tiefgründig gefriert und dann auch in der Gewässersohle Temperaturen unter 0 °C erreicht werden. Während bei stehenden Gewässern zuerst die Oberfläche abkühlt und sich dort das erste Eis bildet, findet bei fließenden eine beständige Mischung des Wassers statt, und das Eis bildet sich zuerst dort, wo das Wasser am ruhigsten ist, also am Grund und an den Ufern.
Eine weitere Voraussetzung für die Bildung von Grundeis ist, dass keine Verbindung zwischen dem Gewässer und dem Grundwasser besteht, also nur wenig Wasser versickert oder Grundwasser durch die Sohle in das Gewässer einströmt, denn Grundwasser dringt aus tieferen Erd- und Gesteinsschichten, ist dadurch wärmer als 0 °C und verhindert damit das Einfrieren der Gewässersohle.

## Gefahren
Eis hat eine geringere Dichte als flüssiges Wasser. Das Grundeis hat damit statischen Auftrieb. Bei wachsendem Volumen kann es sich vom Boden lösen und aufsteigen. Dann bildet es, meist Schlamm und Kies mit sich führend, Treibeis. Die plötzlich erhöhte Eismenge kann wiederum zu Eisstau führen.
Da Grundeis die Tiefe des Flusses verringert, kann dies in der Schifffahrt zu Problemen führen, da möglicherweise die Fahrrinne zu flach wird. Zudem kann durch den verringerten Fließgewässerquerschnitt selbst bei normaler Wasserführung das Wasser über die Ufer treten und großflächige Überschwemmungen verursachen. Solches geschah beispielsweise vor Jahrzehnten am Hachinger Bach.